# デスティニー・ローズ
『デスティニー・ローズ』（英語: Destiny Rose）は、フィリピンのテレビドラマ。GMAネットワークで2015年9月14日から2016年3月11日まで放送された。

## 登場人物

### 主要キャスト
ホセリート「ジョーイ」フローレス・ヴェルガラ・ジュニア / デスティニー・ローズ・フローレス
演：ケン・チャン
セリーヌ・ブエナ / ロシェル・カーター
演：ガブリエレ・アントニオーニ

### 脇役
デイジー・フローレス・ヴェルガラ
演：マニリン・レイネス
ロサウロ・アルマーニ・ヴィット
演：マイケル・デ・メサ
ジャスミン・フローレス
演：カトリーナ・ハリリ
エイプリル・ローズ・ヴェルガラ
演：シーナ・ハリリ
マリア・ダリア・フローレス
演：ジャッキー・ルー・ブランコ
ビンス
演：ジェリック・ゴンザレス
ホセリート「リト」ヴェルガラ・シニア
演：ジョコ・ディアス
ベティルダ・ヴィット・ジェイコブス
演：イルマ・アドラワン
ランス
演：JC・ティウセコ
アリス
演：ケン・アルフォンソ